# 板球比赛规则
板球比赛规则 是由马里波恩板球俱乐部（MCC）设立的全球通用的一套规则，以确保一致性和公正性。 它目前有 42 条规则， 其概括了比赛的各方面，从一个团队如何赢得一场比赛，到击球手如何出局，详细到比赛场地的准备和维护等。马里波恩板球俱乐部（MCC）是设在英格兰伦敦的一个私人俱乐部，现如今不再是板球比赛的官方管理机构；但是它仍保留比赛规则的版权，并且只有马里波恩板球俱乐部（MCC）有权利修改板球比赛规则。但现在这通常会只有在与全球板球比赛的管理机构即国际板球协会（ICC）的讨论后才可实行。  
板球是为数不多的把比赛管理原则称为“规则”而不是“规章”或“条例”的几种运动之一。然而比赛规则在某些特殊比赛的情况下可用补充或修订的方式对其做出修改。  

## 历史
板球的起源是颇具争议的，但它可能源于众多涉及用球杆或球棒击球的游戏及运动项目（请参阅板球历史）。早在十八世纪，它发展成为一个赌博游戏，尤其受英国贵族的欢迎。最早的规则在那时的合約中拟定的，以帮助管制在比赛中的哪一方下大笔金钱的赌注。现存最早的知名板球守则是由一些“贵族和绅士”于 1744 年在伦敦军用场地制定的。在 1755 年又进一步引用了“几个板球俱乐部，特别是位于波迈的思达和嘉德俱乐部”修改后的规则，又由“位于肯特，汉普郡，萨里，苏塞克斯，米得塞克斯的贵族绅士板球委员会以及位于伦敦思达和嘉德的俱乐部在 1774 年再次修订版。规则在1775年第一次印刷并出版，在 1786年又由类似肯特，汉普郡，萨里，苏塞克斯的贵族绅士板球委员会和伦敦的机构作了进一步的修改。  
然而，这些规则并没有普遍遵守，人们仍在不同的比赛规则的指导下进行比赛。 1788 年 5 月 30 日， 马里波恩板球俱乐部 ，在那之前一年前已由贵族和绅士领导组成并进行比赛，第一套板球规则就此产生了。虽然马里波恩板球俱乐部创建的比赛规则并没有立即被全部接受和统一使用，但正是这套规则的继承者统管着今日的板球比赛。下一步主要变化是在 1809 年进一步实行球重的标准化。球的重量由原来的 5 到 6 盎司 (142 到 170 克) 改为 5.5 到 5.75 盎司 (156 至 163 克)，板球拍的宽度也第一次标准化。撞柱的长度由 22 英寸增加到 24 英寸，三柱门上的横木从 6 英寸增加到 7 英寸以帮助击球手，并再次强调了裁判的重要性。最后，引进了一种击球手出局的新方法。以前，因为板球使用硬球，并且没有使用护腿板，球员很自然的将腿远离三柱门。但随着击球手逐渐开始使用护腿板，他们就愿意用腿挡住柱门防止球打倒撞杆进球。因此一个“腿截球”的规则被引入，如果击球手这样用腿防止球进入柱门就会出局。  
1829年的柱门从 24 英寸增加到 27 英寸（610 至 690 毫米），横木的长度从 7 英寸增加至 8 英寸（180 至 200 毫米），再次帮助了击球手。第一次提到了柱门的厚度。1835 年 5 月 19 日，马里波恩板球俱乐部委员会批准了一个新的规则章程，1884 年 4 月 21 日又增加了另一条。 1884 年，第一次对队员数作出了正式规定（每队十一人制），也对球的大小第一次作出正式规定。又增添了跟随其局数的规则。这是针对要赢得比赛需要使对方出局两次这个问题。首先出击并占上风的一方在试图使对方再一次出局之前，其不得不等到本队再一次出局才能得许多跑分。 由于板球是有时间限制的游戏，这意味着占上风的一方会因此控制打平局而取代获胜。然而最初的跟随出局规则有问题。它要求不利的一方跟随。但是一个参赛队可以在第一局击球中故意让步不击倒最后一个三柱门从而在球场不利的情况下赢得最后击球权。后来这个规则改变了，因此在比赛中处于绝对领先的一方可做出是否要跟随的选择。 
马里波恩板球俱乐部委员会在 1947 年 5 月 7 日批准了一个新的法则。 1979 年 11 月 21 日，在经历了对1947年规则的一系列的修改后，马里波恩板球俱乐部委员会在专门的常规会议上通过了一条新的规则。这被称为 1980 年规则章程。和其他的更改一样，英制度量衡单位后添加公制度量衡单位作以明确。 
在 1992 年编制了 1980 年法则的第二版。在 2000 年 5 月 3 日批准新的法则，第一次添加了定义板球精神的序言。规则被重写为平淡的英文，比前一法则更为详细。正式规定一轮为六个球，虽然这已经在实践中应用了 20 多年。 2003 年 根据实践对 2000 年法则做了进一步必要的修订。1829 年第一次规定了抛球。1864年第一次允许举手过肩球。在 1889 年，一轮的长度从四个球增至五个球。在 1900 年，增至六个球。1922 年，允许各个地区有所不同（澳大利亚一轮为八球）。1947 法则规定一轮可为六球或八球，具体有两队队长根据“赛前协议”做决定。 

## 现行规则
马里波恩板球俱乐部是板球游戏规则的创始者，此规则管理着比赛。此规则应用于所有的两局比赛；国际板球协会实施了"国际锦标测试赛条件标准"和"国际单日锦标赛条件标准"来完善板球法则。同样地，每个国家都对各自的板球赛条件作出了具体规定标准。规定为期一天的规则或通过有限的轮数的板球赛（包括 20轮） 通过规定参赛各方的所打的局数，可能为一局也可能为两局，每方每局会有最高轮数限制或时间限制。   
规则保留最初的英制单位，但现在同时还转换为公制单位加以标明。   
规则分为前言、序文、42 条法则和四个附录。前言是关于马里波恩板球俱乐部和规则的历史。序文是一种新的补充和关于“比赛的精神”;它的作用是减少比赛中与日俱增的没有绅士风度的行为。   
2010年9月30日修订了八条规则，来处理有关恶劣光线、抛币、板球精神，练习、运动员气质和不寻常的出局等问题。并从2010年10月1日起生效。所有最新修订的规则可以在这里阅读。
规则内容如下： 

### 球员及工作人员
前四条规则包括球员、裁判员和记分员。  
规则1 球员。 一只板球队由包括队长在内共十一名队员组成。非正式比赛，双方球队可经同意超过十一名队员，尽管在场地上不超过11名队员。  
规则2 替补。 板球比赛中，场上队员受伤可由场下队员替补，但不可替补击球手、投球手、守门手及担任队长。受伤队员恢复后可重新返场。击球手如不能跑可由代跑员代跑，击球手仍继续击球，代跑员完成跑分的任务。而击球员可因伤病退场，过后恢复可重新返场完成他的那一局比赛。  
规则3 裁判。 场上两个裁判，根据记分员的决定应用板球规则在场上做出所有必要的决定。板球法则不作要求，如有必要在高水準的比赛中，尤其是在特别的比赛或赛事中在某些特定的条件下可有第三裁判（场外协助）。  
规则4 记分员。 两个记分员根据裁判员手势进行计分。  

### 球具与球场
谈完球员后，规则接着讨论球具和球场的规格，除了规范守门手的手套的规则在第40条外，这些在附A和B中作出规定。（如下）  
规则5 比赛用球。 板球周长为 8 13/16 至 9 英寸 （22.4 公分和 22.9 公分）重量达 5.5 至 5.75 盎司 （155.9 g 和 163 g）。同时只能使用一颗球，除非球遗失，才可以类似图案的球替换。每局开始时或在经过一定轮数后（対抗赛80轮，単日赛34轮）可更换新球。球的磨损对比赛有重要影响。  
规则6 球板。 球板长度不超过 4.25 英寸 (10.8 公分） 宽度不能超过 38 英寸 （97 公分）。持球板的手和手套在比賽中为球拍的一部分。自丹尼斯．黎里在一次国际比赛中推销铝制球拍造成重金属事件后，规则规定球板的边缘必须使用木质球板（实际上是白柳木制）。  
规则7 球道。 球道是 22 码 （20 米） 长和 10 英尺 （3.0 公尺） 宽的矩形区域。地组委选择和准备球道，但比赛一旦开始，此区域由裁判控制。裁判为最终裁决球道是否适合比赛，如果他们认为不妥，经双方队长的同意下，可更换球道。专业板球几乎都是在草地上。但是，如果使用了非天然草球道，人工草球道表面必须最少具有 58 英尺 （18 公尺） 的长度和 6 英尺 （1.8 公尺） 的宽度。  
规则8 球门。 球门是由三个 28 英寸 (71 公分) 高的木桩组成。沿着击球区域线，每个球柱之间距离平等，通常为 9 英寸 （23 公分） 宽。横木放置其上。横木不能超出球柱顶端 0.5 英寸 （1.3 公分），男子板球必须为 4.31 英寸 (10.95 公分) 长。 横木的边长和接口的尺寸也有特殊规定。对于少年板球的三柱门和横木有不同规格规定。在条件不适合的条件下，裁判可不用横木（例如刮风，横木会自己掉落）。详情载于附录A。  
规则9 安全区域。 安全区域，由几条不同名称的线划分出来。投球线（即投球手的安全线），在球道两端各有一条，三柱门置于其上（也就会和球道两端三柱门假想的连结线相互垂直），每条投球线的长度应为 8 英尺 8 英寸（2.64 公尺），三柱门的中柱立于线的中间点，两端则和安全区域的边线相交。击球线（即击球手的安全线），用以确定击球手是否出了安全区域，并且以此来确定投球手的废球（见第24条）这条线被划于球道两端三柱门的正前方，平行于投球线，而且必须位于其前方4英尺（1.2 公尺），虽然一般认为它可以是无限长，但线两端距离三柱门中木桩必须至少6英尺（1.8 公尺）。安全区域的两条侧边线，投球手必须在这两条线内将球投出手，位在三柱门的左右两侧（整个球场等于有四条安全区域边线），两侧投球区域的边线与击球线、投球线垂直，与三柱门中心的假想连接线平行，距其每一边各为4英尺4英寸（1.32 公尺），侧边线一端划到击球线为止，但另一端被认为没有长度限制，但至少要划到离击球线 8 英尺（2.4 公尺）为止。  
规则10 场地准备及维护。 在板球运动中，当一个球被投出后，总会在球场上反弹，但它如何反弹，取决于场地条件。因此对场地具体规定非常重要。这项规则规定了球道应该如何准备，如何修剪和平整等。  
规则11 覆盖球道。 覆盖球道，是指场地人员为了保护球道免于下雨或露水的伤害，而加以覆盖。这项规则要求覆盖球道前必须获得比赛双方的同意；决定覆盖与否会影响球的反弹，球地道面潮湿和干燥会让球的反弹能力有所不同；而投球手投球助跑的地面也应该保持干燥，以避免发生滑倒或跌倒造成受伤。本条也会提供什么样潮湿的天气会有覆盖球道的可能。  

### 比赛过程
规则第十二至第十七条概述了比赛过程。  
规则12 局。 在这场比赛之前，参赛双方要讨论同意是否要一局或两局之后结束赛事，其中一或两局是否要限制的时间或轮数。在实践中，这些决定通常由竞赛条例设定，而不是赛前的协议规定。两局比赛中，双方轮流击球除非强制跟随。当一方的所有击球手全部出局时，不再有击球手适合击球。 按照赛前协商限定时间已终结限定的轮回数已投完，由击球方的队长宣布认输或队长放弃继续比赛的权利，这时一局结束。由两队队长抛掷硬币决定谁先击球或投球。  
规则13 连打。 在两局比赛中，如果后击球一方的得分大幅落后先击球的得分，先击球方立即可要求另一方继续击球；被强制执行连打的一方，被认为已没有机会获胜。 在五天或以上的两局比赛中，先攻方领先至少 200 分时，就可选择要求对方跟随其局数；如果是打三或四天的比赛需要至少领先 150 得分 ；为期两天的比赛， 则需要至少领先 100 得分；如果是一天的比赛需要至少领先 75 得分。这场比赛的长度由比赛开始后剩下的实际比赛的天数决定。  
规则14 声明及放弃。击球方的队长可以在死球状态声明终止比赛；或者在该局开打前放弃比赛。  
规则15 中场休息。 在每日的比赛之间有休息、 每局中间有十分钟休息，另外还有午餐、 午茶和饮水的休息时间等。休息时间以及长短需在赛前商定。特殊情况下，休息时间可做改变，如有 9 人出局时，午茶时间需会延到下一个出局数产生或是三十钟后。  
规则16 比赛开始或暂停。 休息过后裁判会喊”开始”，暂停比赛时会喊”暂停”。比赛到最后一个钟头时，要至少还有 20 轮，而且为了打完 20 轮可能会延长。  
规则17 练习。 比赛期间，场上不准练习。投手可在裁判允许下，在裁判不认为浪费时间情况下试跑。  

### 得分和获胜
接下来的规则讨论如何得分，如何获胜。  
规则18 得分。 两个球员互相跑往球道对面。一个球可以跑出不止一分。  
规则19 界绳。界绳环绕球场边缘。如果把击出的球滚出界绳以外，得四分；如果在在出界之前没有落地即为六分。  
规则20 遗失球。 如果在非死球状态，球消失且不能恢复，防守方可提出此球为“遗失球”。击球方可获得送分（和废球和歪球一样） ，依球实际消失的位置来判定送分数，最多六分。  
规则21 比赛结果。 比赛结果为得分数多者一方獲胜。如果双方得分相同，这场比赛是和局。不过，比赛可能会在这局完成前將時間用完，在这种情况下比賽為平手。  
规则22 轮。 一轮包括六次投球。 但不包括歪球和废球。连续的一轮比赛必须换到跑道的另一边投球。同一球手不可连续两次发球。  
规则23 死球。 投球员助跑开始时，比赛即为进行中，至到那颗球停止所有动作，即为死球。死球在许多种原因下都会发生，最常见的是击球员出局，还有球已打出界，或者是投球手或守门手把球处理好了。  
规则24 废球。 废球有几个原因；像是投球手站错位置，或者他手肘伸直投球，或是危险投球；球到击球员面前弹跳超过两次也是废球；防守的任何球员站在不合规定的位置也是。废球会给击球方加一分，如果那球已被击球方打出并得分，同样可获得加分；击球员原则上不会因为废球出局，但追杀、手球、二击、阻守出局还是可以成立。  
规则25 歪球。 歪球会被裁判喊“歪球”，裁判会判断这球有没有被击球员击中的可能，如果没有就可判歪球；飞越击球员头顶的球就可能是歪球。歪球会给击球方加一分，如果那球已被击球方打出并得分，同样可获得加分；击球员原则上不会因为歪球出局，但追杀、击球、手球、打门、阻守出局还是可以成立。  
规则26 失误点和触身点。 假若投球越过击球员并未触碰到其球板或身体，而球又不是废球或歪球时，得到的分数计为失误点。假若投球不是废球时，球第一时间击中击球手的身体，且未再被球板触碰，为触身点，必须送分给攻方；但是，如果击球手既没有要击球或躲球的意图，则不能触身点。失误点和触身点不会算在击球员的个人成绩，但会纳入投球员的。  

### 出局机制
规则第27—29条讨论击球手是怎样被判出局的主要机制。  
规则27 诉诸裁判。 如果外野手相信击球手出局，他们可以问裁判"怎么样？"，通常在下一个球击出之前举手示意裁判并喊出。裁判员随后决定击球手是否出局。严格地说，攻方必须诉诸裁判所有的出局，包括显而易见的例如球击中三柱门。然而，击球手明显出局的情况下通常将离开球场而无需等待诉诸裁判或裁判的决定。  
规则28 击中三柱门。 当三柱门倒下时，有几种情况判为击球手出局。这意味着球柱被球击中，或被击球手碰倒，外野手的手只要是他的手上持有赛球或至少一个球柱倒下。  
规则29 击球手离开据地。 如果击球手跑出据地， 可以导致击球手出局或球触三柱门，使击球手出局。除非击球手的击球板或其身体某一部份仍停留在击球手的安全线的后面，否则他不会被认定为在其据地。如果在三柱门倒下时，两个击球手同时在球道上的中间时，会判以最靠近那一端的击球手出局。  

### 出局方式
规则 30 至 39 条讨论击球手可能被判出局的各种不同方式。除了这 10 出局的方式外，一个球员可以自愿出局。这项规定是在规则2套中。这 10 出局的方式中接杀大体上是最常见的，然后是球击中三柱门， 腿截球 截杀，因各种原因击中三柱门。其他方式的出局是非常罕见的。  
规则30 球击中三柱门。 投球员的球砸倒三柱门，在投球员的球砸倒三柱门之前，不论球是否触及球拍，手套，或击球手的任何一部分击球手都出局。即使球没有碰到另一个击球手，或者是裁判在判出局之前。  
规则31 超时退場。 即将就位击球手必须随时准备面朝球的方向 （或在与他的伙伴准备好面朝球的方向）在上一位击球手出局后的3分钟内， 新的击球手必须在这3分钟内就位，否则超时会被罚出局。  
规则32 接杀。 如果一个球碰到击球板，或拿球板的手上，然后球反弹之前，在其守区之内，被对方接杀， 这时候击球手出局。  
规则33 手球出局。 任何一击球手如非得对方同意，蓄意以手触及赛球则被视为手球出局(out Handled the ball)。  
规则34 二击出局（hit the ball twice）。 如果击球手不是为了单一的保护三柱门的目的，或是没有征求对方的同意， 而重复击球， 他会因此而出局。  
规则35 打門出局（hit wicket)。 如果投手开始投球而球为生球时，击球手以球板或其身体击中三柱门，击球手被视为击中三柱门而出局. 击球手也被视为击中三柱门出局(out hit wicket)，在其接球起跑时，被他的球板或身体碰倒三柱门， 其中"身体"包括击球手的衣服和身上的装备。  
规则36 触身出局（Leg Before Wicket）（LBW）。 如果球在先打中球拍之前打到了球员，但如果不是球员在那的话就会碰撞球门，球是落在三柱门之间或在击球手的外侧(off-side)， 击球手出局。 然而，如果球打在远离柱门的外面的边线的击球手身上，或者击球手做出认真试图击球， 他不会因此而出局。  
规则37 阻守出局（obstacle fielding）。 任何球员如蓄意用语言或行动阻碍或骚扰对方均被视为阻碍球场而出局。  
规则38 追杀（Run out）。 在投球的过程中，击球手本人或球板都没有在击球手安全线的后面而离开其范围， 三柱门被对方公平合理地击中， 此时， 击球手被视为出局。  
规则39 投殺（Bowled）。 当击球手没在他的安全区域， 并且没尝试跑动及取分， 捕手击中三柱门(参阅规则40)， 击球手被视为出局。  

### 防守球员
规则40 守门手。  
规则41 守场员。  

### 公平竞赛
规则42 公平及不公平的比赛。  

### 附录
五个附录的规则如下所示： 
附录 a： Specifications and diagrams of stumps and bails球柱及横木细则
附录 b： Specifications and diagrams of the pitch and creases球道以及区域线的规格 的关系图
附录 c： Specifications and diagrams of gloves手套规格细则
附录 d： Definitions定义
附录 e： The bat球拍

## 请参阅
*板球 *板球术语

## 引用
Wisden Cricketers' AlmanackWisden (板球年鉴)  
The official laws of cricket (板球的正式规则)  
1774 Laws （页面存档备份，存于） 规则  
英国板球的社会史 德里克 Birley 国际标准书号 1-85410-941-3  